# Соборная площадь (Каменск-Уральский)
Собо́рная пло́щадь — единственная площадь исторической части города Каменска-Уральского, называемой Старый Каменск. Площадь ограничена зданиями Свято-Троицкого собора (заложен в 1790 году), краеведческим музеем (здание бывшей конторы Каменского казённого чугунолитейного завода постройки 1825 года, архитектор — М. П. Малахов) и бывшими заводскими складами, улицами Коммунистической Молодёжи и Революционной.

## Наименование
В Российской империи площадь называли Торговой. В 1920-е годы была переименована в площадь 25-го Октября. 3 октября 2008 года площадь получила название Соборная (постановление главы города № 850).

## Галерея

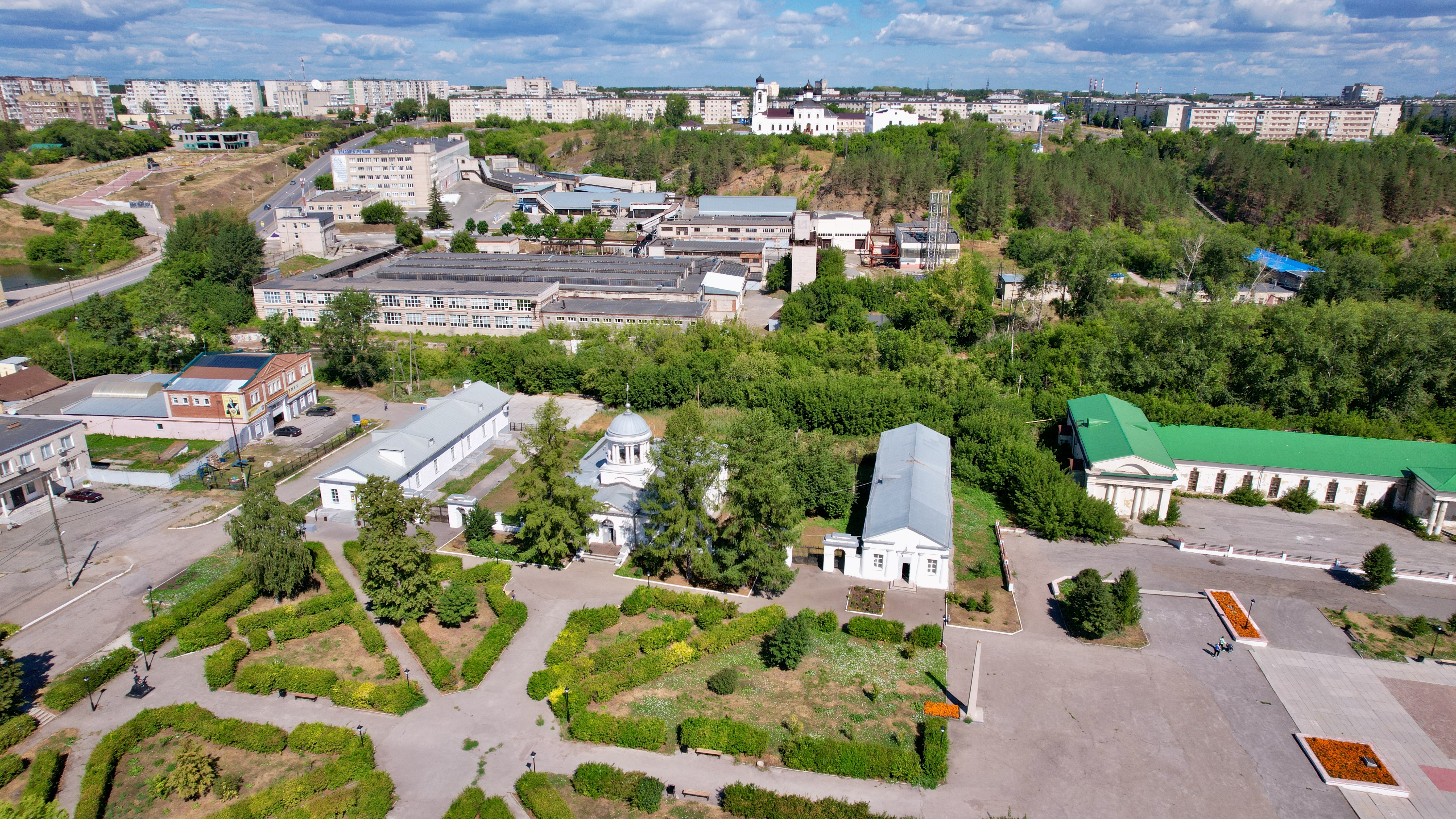
Контора казённого чугунолитейного завода
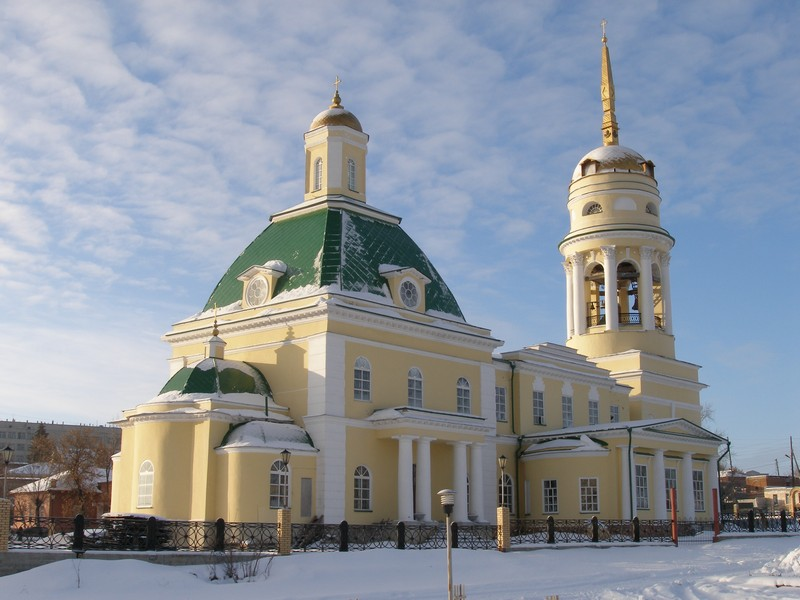
Собор Святой Троицы
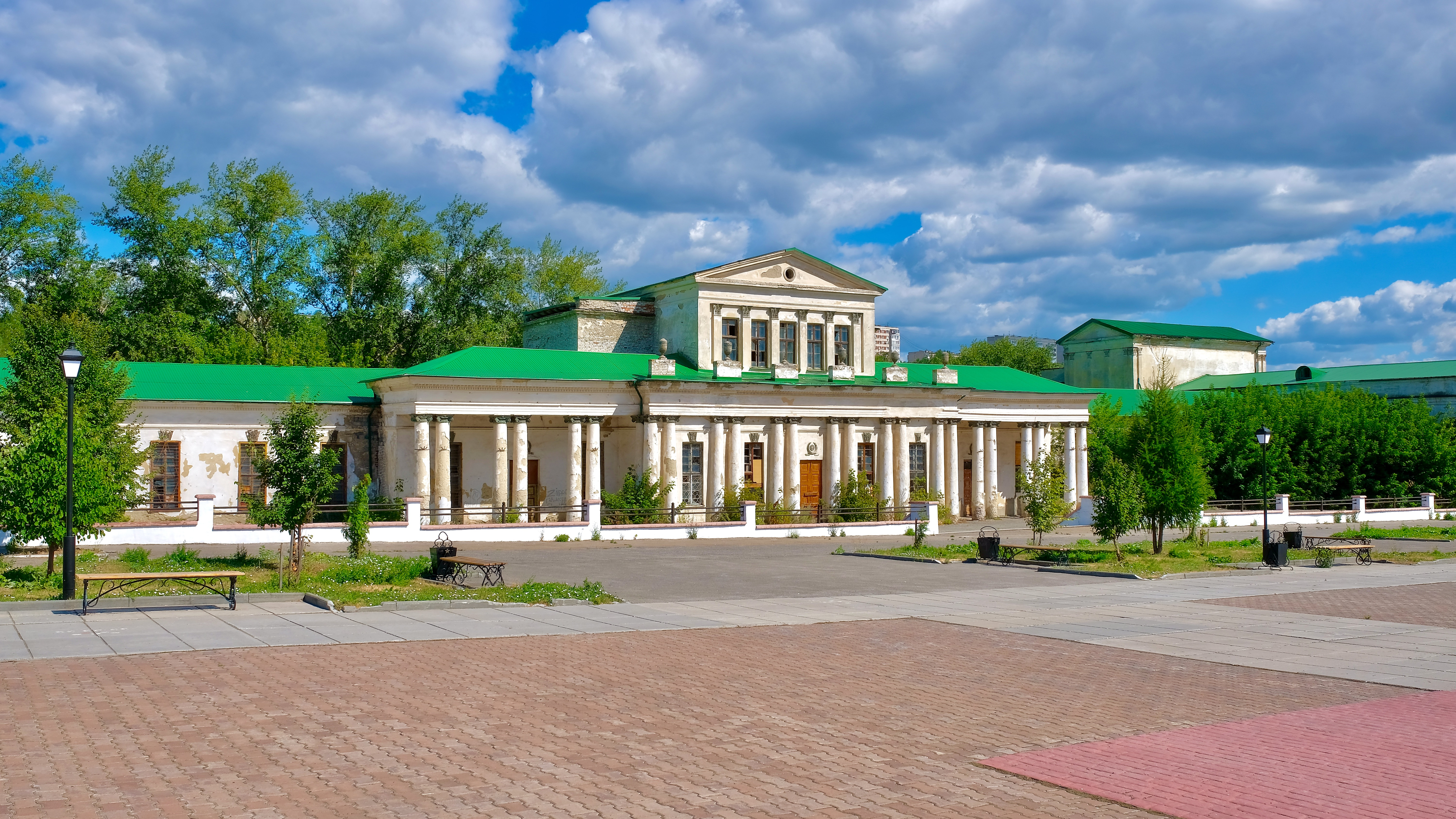
Складские помещения Каменского завода
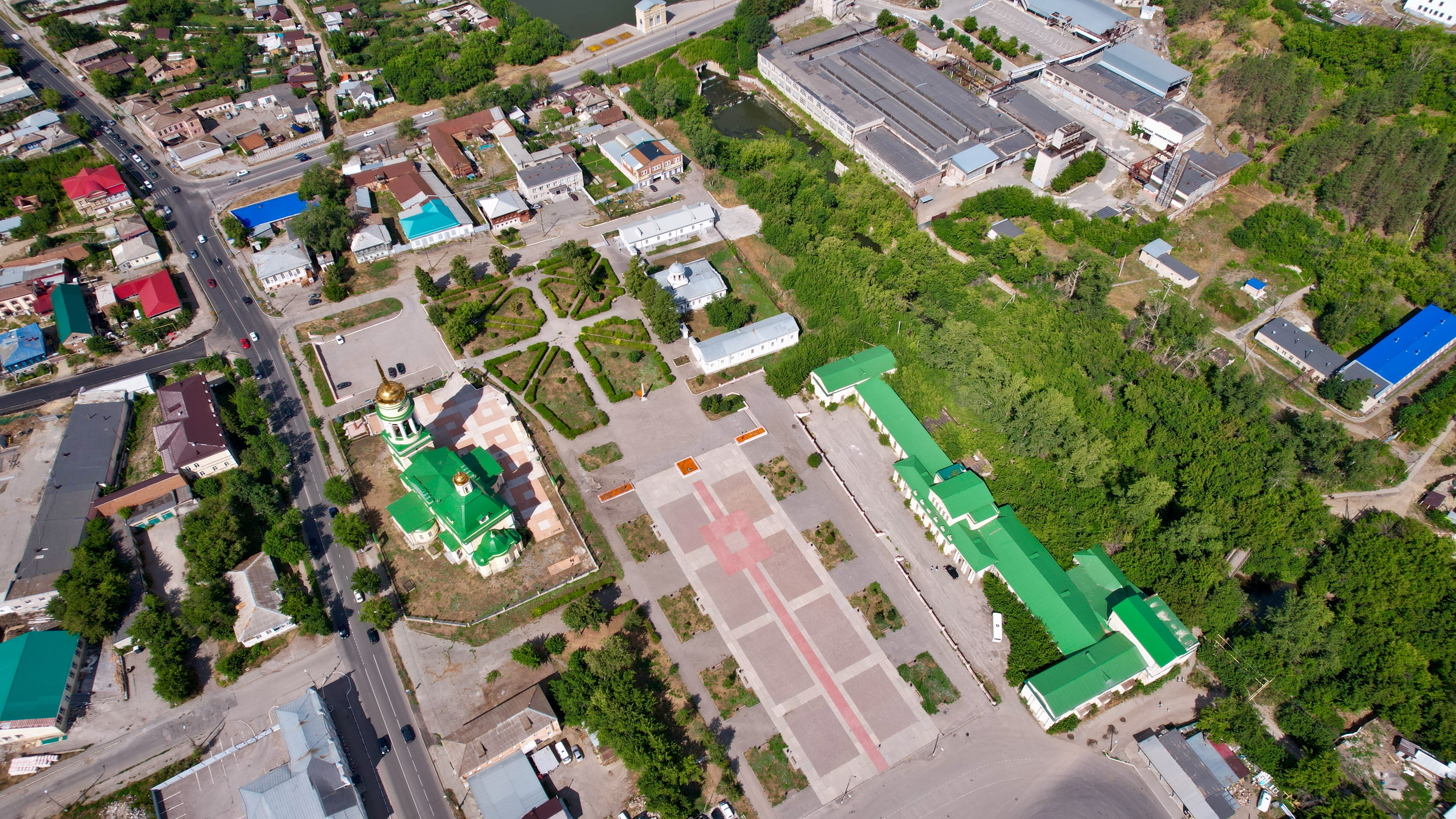
Вид с высоты
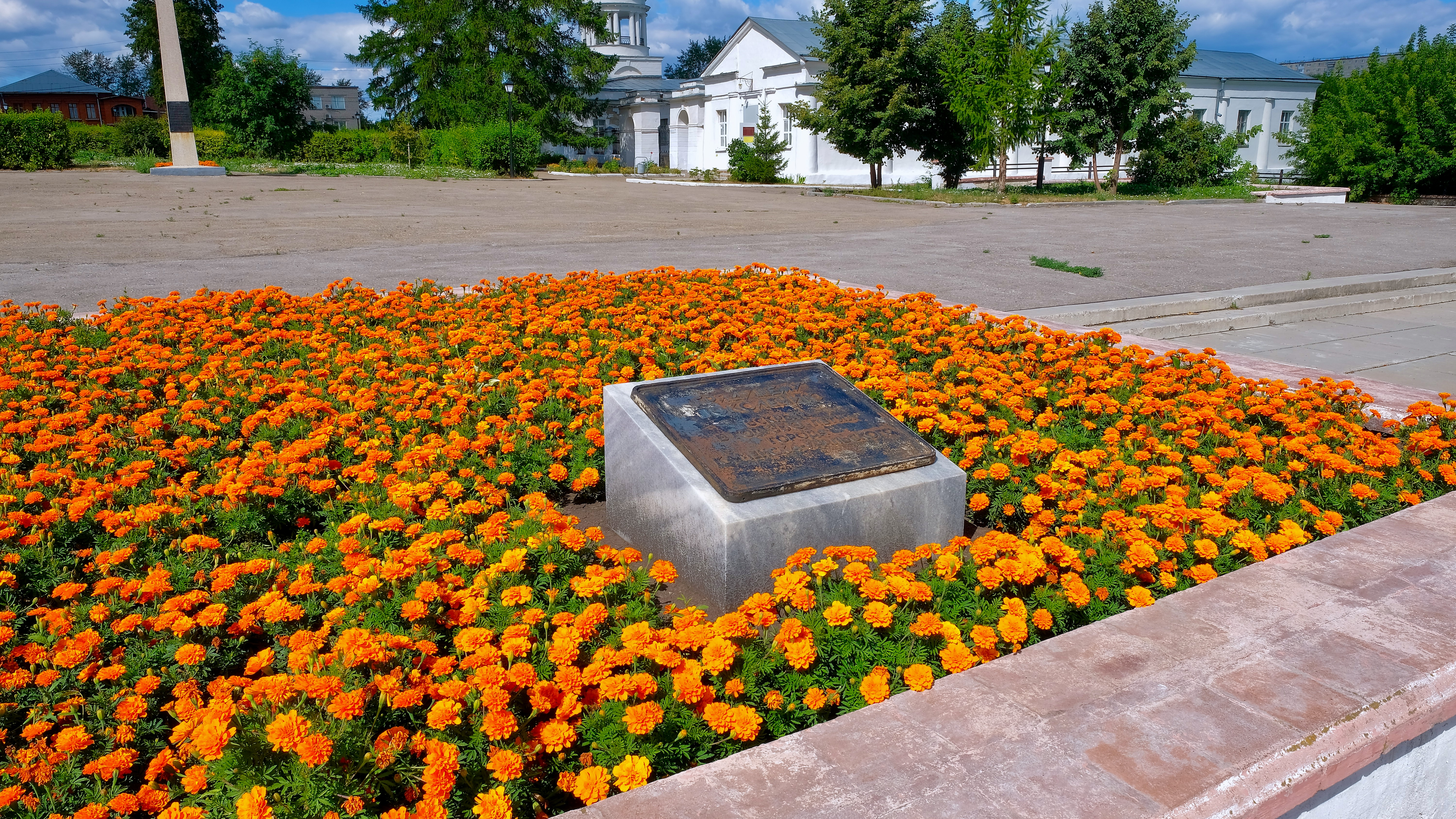
Капсула времени
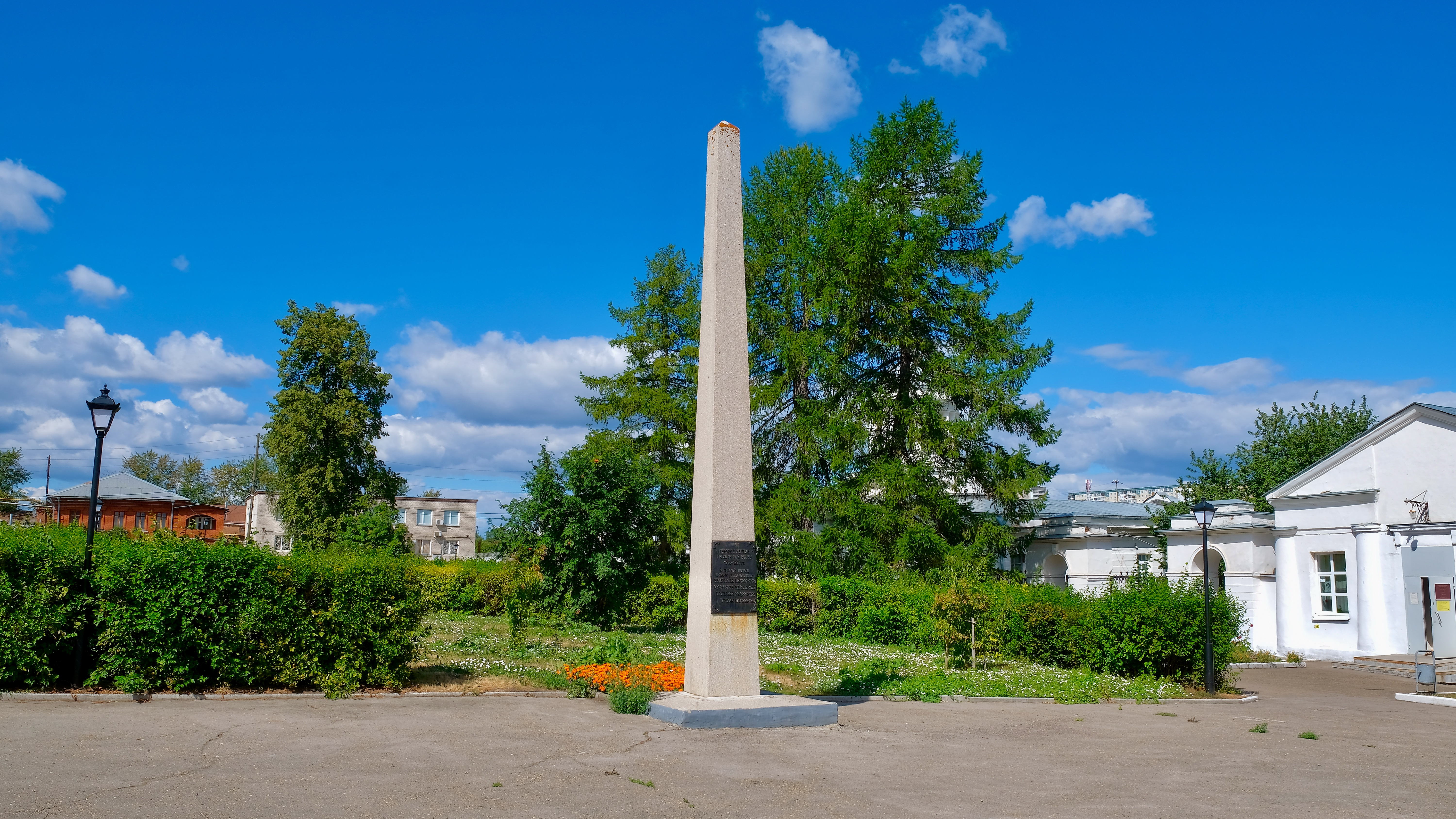
Памятник героям и жертвам Гражданской войны